# Khvormuj
Khvormūj, Khormuj o  Khormoj (farsi خورموج) è il capoluogo dello shahrestān di Dashti, circoscrizione Centrale, nella provincia di Bushehr.